# Menhir von Glenafelly
Der Menhir von Glenafelly (auch Glenafilly, irisch Gleann na Feille) steht nahe der Glenafelly Bridge neben der Straße gegenüber einem Parkplatz am Slieve Bloom Trail (oder Glenafelly bzw. River Side Walk) in den Slieve Bloom Mountains im County Offaly in Irland. 
Der lokal als „Geigenstein“ bekannte Stein ist einen Menhir (englisch Standing Stone) oder ein Findling. Er ist für einen Menhir ungewöhnlich geformt, da er breiter als hoch ist. Er misst etwa 1,7 m in der Breite und 1,3 m in der Höhe. Der Stein ist etwa rechteckig und hat keine Spuren von Packsteinen. Es wurde vermutet, dass er ein Findling ist, aber es gibt einige schriftliche Belege dafür, dass sich der Stein in einer Art Gehege befand. Dies weist darauf hin, dass er dort möglicherweise absichtsvoll platziert wurde. 